# امگا¹ عقاب
امگا¹ عقاب یک ستاره است که در صورت فلکی عقاب قرار دارد.